# Émile Auguste Wéry
Émile Auguste Wéry (Reims, 3 settembre 1868 – Parigi, 1935) è stato un pittore francese.

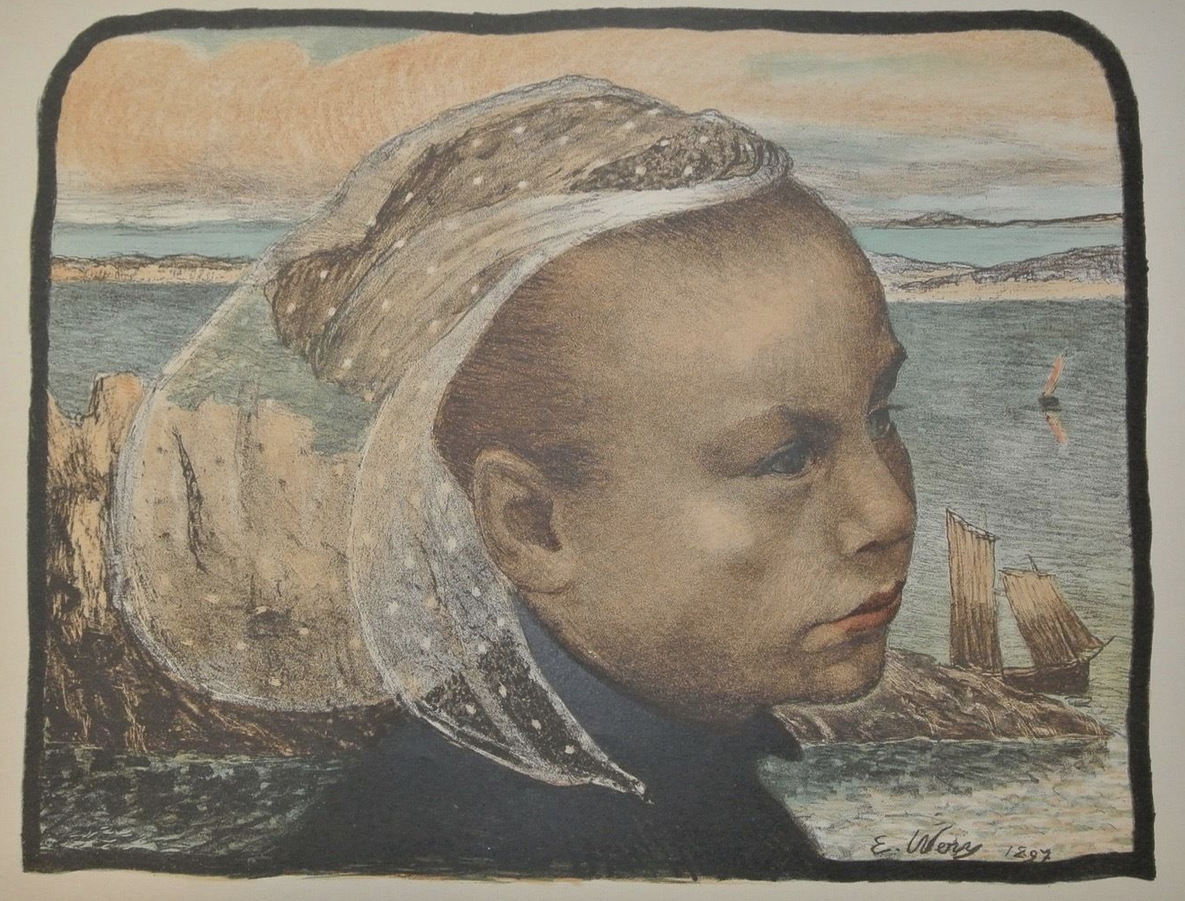
Emile Auguste Wéry, Ritratto di una giovane bretone
Litografia pubblicata da L'Estampe moderne

Émile Auguste Wery è stato allievo di Léon Bonnat, Jules Joseph Lefebvre e François Flameng. Diventa amico di Henri Matisse che testimonia l'influenza di Wéry sul suo uso del colore: "Ho fatto presto amicizia con un pittore di nome Wéry e sono partito con lui per la Bretagna. Io non avevo allora nella mia tavolozza che bistro e terre mentre Wery aveva una tavolozza impressionista".

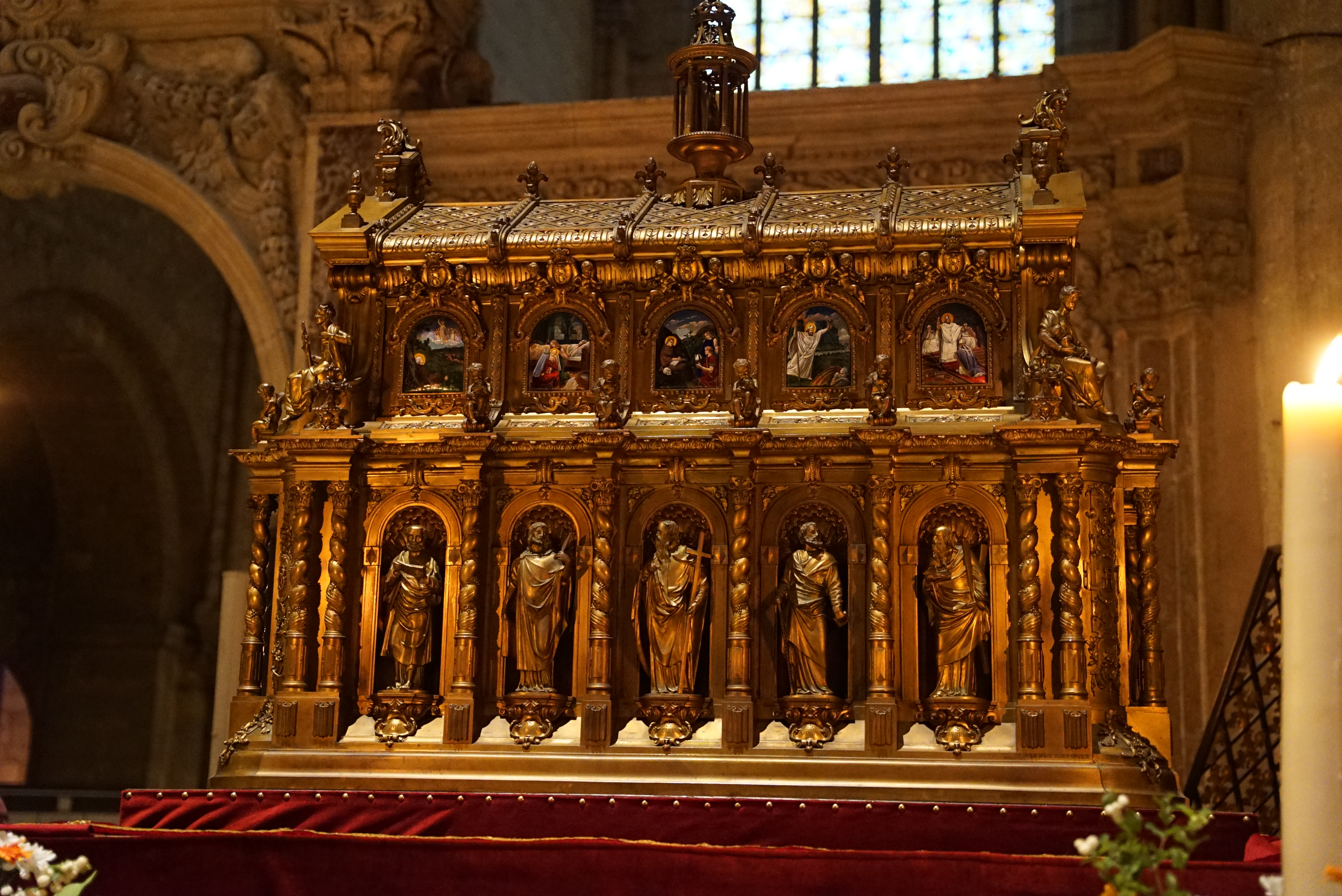
Reims - basilica di Saint-Remi, Tomba del Santo

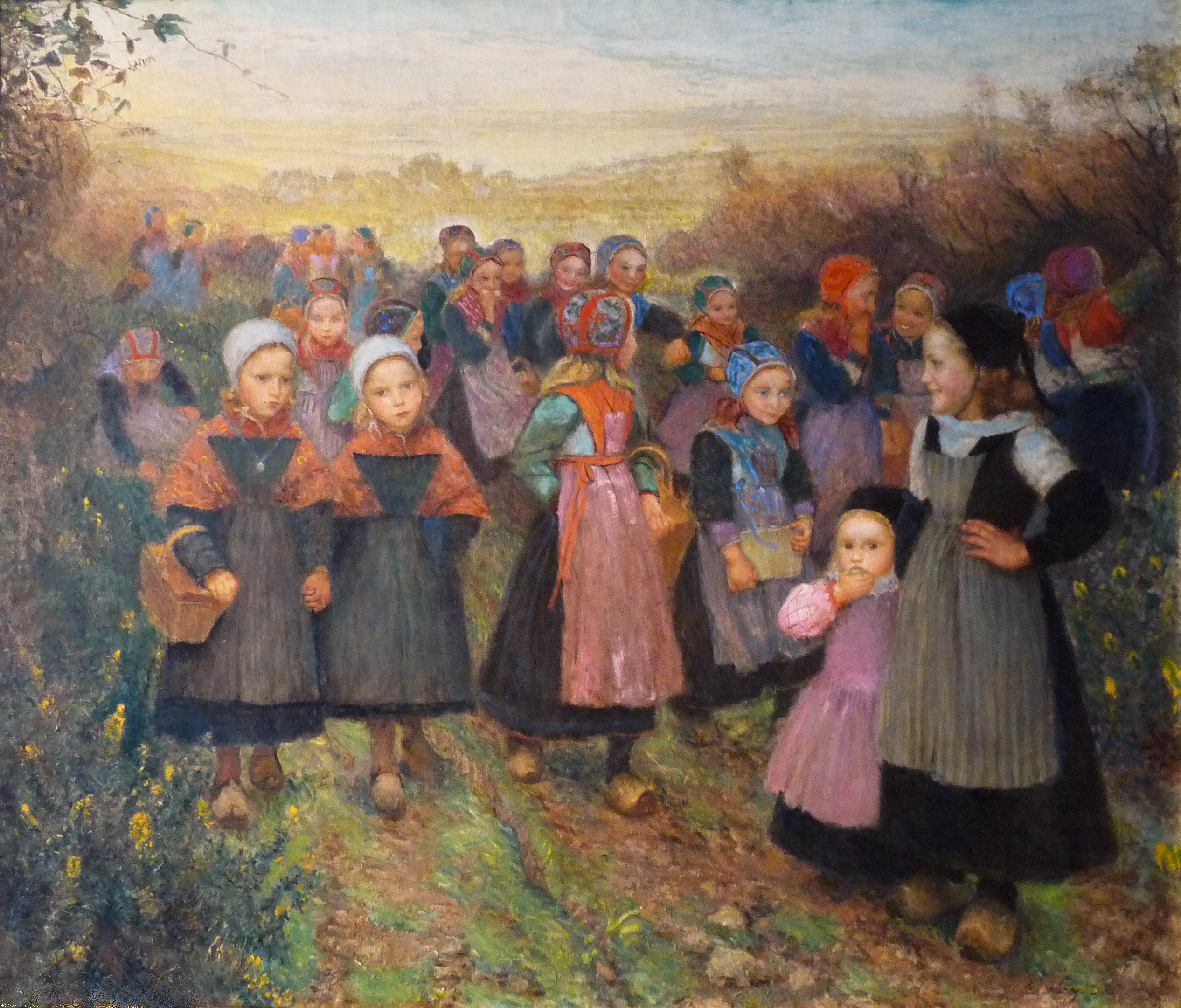
Emile Wery- Ritorno a scuola a Plougastel

Wéry ha collaborato con suo padre e Théophile Soyez alla realizzazione dell'urna di San Remigio di Reims
Nel 1906 viene insignito della Legion d'onore.